# Espectro antimicrobiano

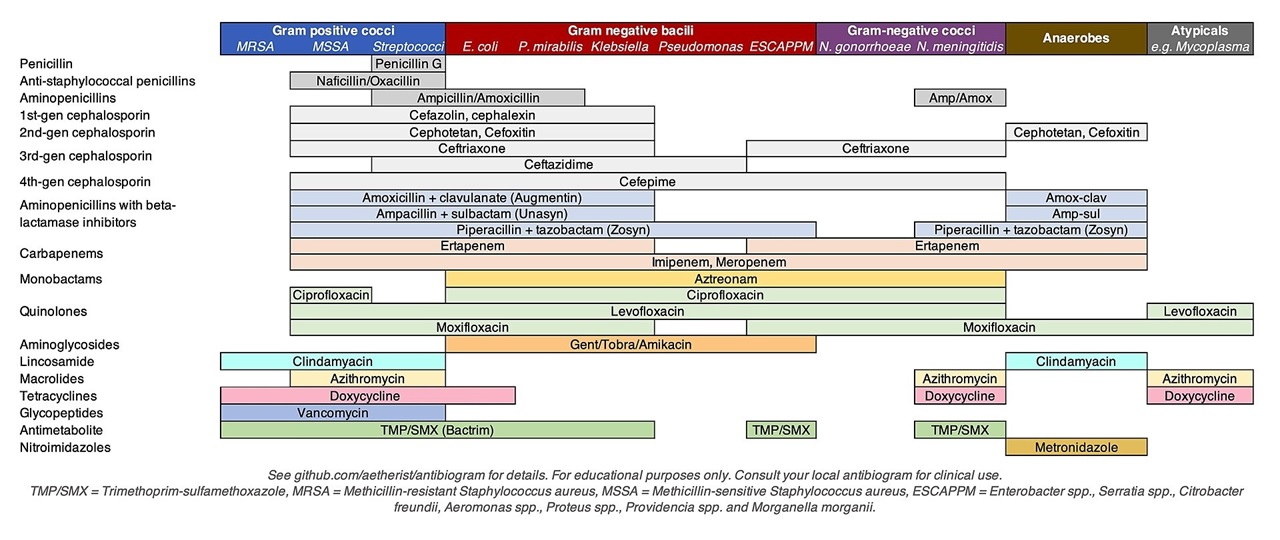
Um diagrama simplificado mostrando bactérias comuns causadoras de doenças e os antibióticos que agem contra elas.

O espectro antimicrobiano de um antibiótico significa a variedade de microrganismos que ele pode matar ou inibir. Os antibióticos podem ser divididos em antibióticos de amplo espectro, antibióticos de espectro estendido e antibióticos de espectro estreito com base em seu espectro de atividade. Detalhadamente, os antibióticos de amplo espectro podem matar ou inibir uma ampla gama de microrganismos; os de espectro estendido podem matar ou inibir bactérias Gram positivas e algumas Gram negativas; os de espectro estreito podem matar ou inibir apenas espécies limitadas de bactérias.
Atualmente, o espectro de nenhum antibiótico pode cobrir completamente todos os tipos de microrganismos.

## Determinação
O espectro antimicrobiano de um antibiótico pode ser determinado testando-se sua atividade antimicrobiana contra uma ampla variedade de micróbios in vitro. No entanto, a variedade de microrganismos que um antibiótico pode matar ou inibir in vivo pode nem sempre ser a mesma que o espectro antimicrobiano com base em dados coletados in vitro.

## Importância
Os antibióticos de espectro estreito têm baixa propensão a induzir resistência bacteriana e são menos propensos a perturbar o microbioma (microflora normal). Por outro lado, o uso indiscriminado de antibióticos de amplo espectro pode não apenas induzir o desenvolvimento de resistência bacteriana e promover a emergência de organismos multirresistentes, mas também causar efeitos fora do alvo devido à disbiose. Eles também podem ter efeitos colaterais, como diarreia ou erupção cutânea. Em geral, um antibiótico de amplo espectro tem mais indicações clínicas e, portanto, é mais amplamente utilizado. O Comitê Consultivo de Práticas de Controle de Infecções em Serviços de Saúde (HICPAC) recomenda o uso de antibióticos de espectro estreito sempre que possível.

## Exemplos
- Antibiótico de amplo espectro: Ciprofloxacina, Doxiciclina, Minociclina, Tetraciclina,[1] Imipenem, Azitromicina
- Antibiótico de espectro estendido: Ampicilina[1]
- Antibiótico de espectro estreito: Sareciclina,[10] Vancomicina, Isoniazida[1]